# Psammisia
Psammisia je rod s 70-95 druhy rostlin, náležící do čeledi vřesovcovité.

## Popis
Epifytické nebo terestrické keře či liány. Listy jsou střídavé, stálezelené a kožovité. Květenství tvoří krátce cylindrické, nebo zvonkovité, či trubicovité květy. Plodem je kožovitá, zelená bobule.

## Výskyt
Najdeme ji v horských oblastech od Kostariky do Bolívie, ve Francouzské Guyaně a Trinidadu. V Ekvádoru roste 24 druhů, 13 z nich nad 2400 m n. m.